# Hiraoka-jinja

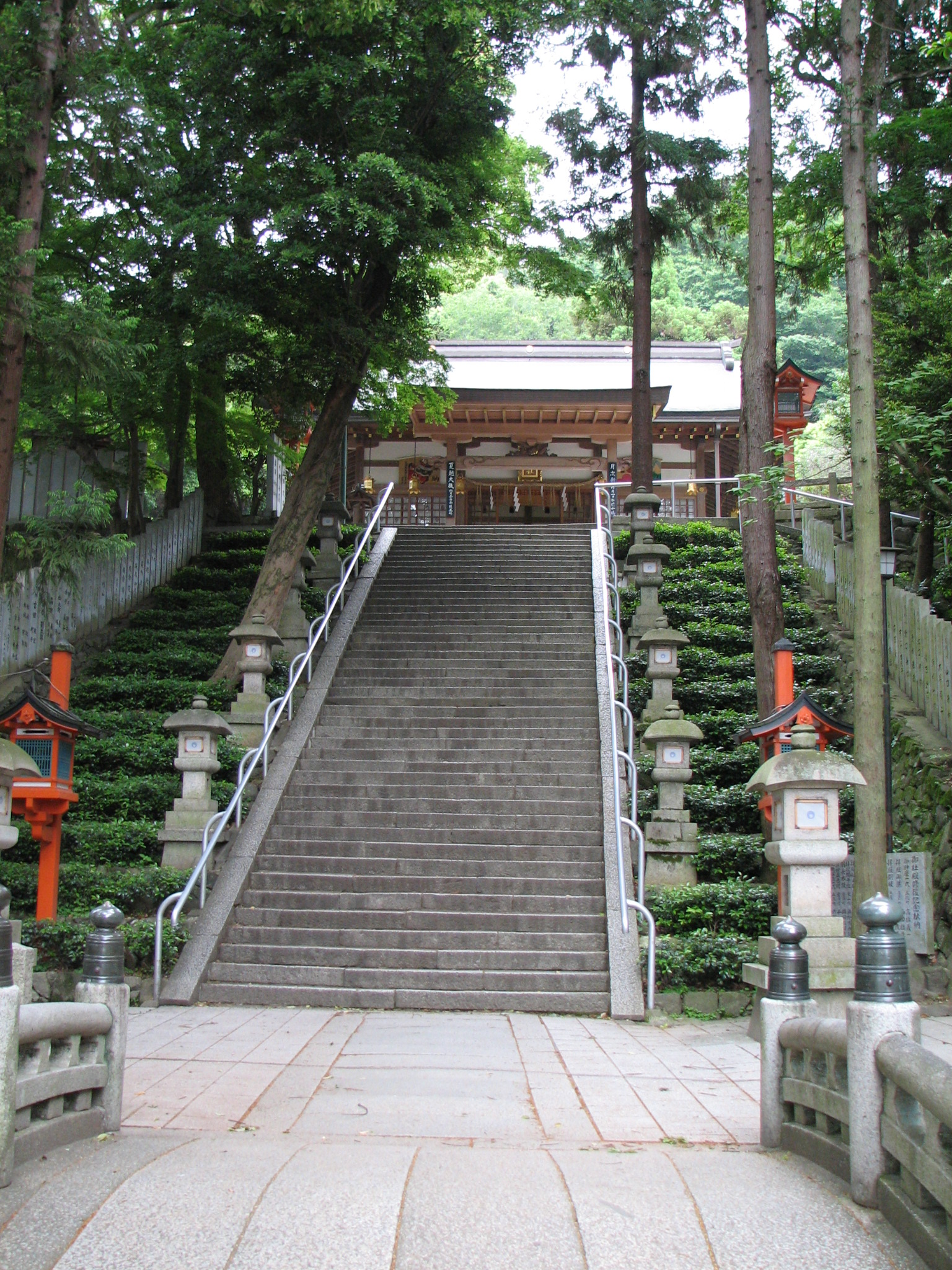
L'escalier d'accès au Hiraoka-jinja flanqué de tōrō (lanternes de pierre).

Le Hiraoka-jinja 枚岡神社 est un sanctuaire shinto situé à Higashiōsaka (ancienne ville de Sawara), préfecture d'Ōsaka au Japon.
La fondation du sanctuaire remonterait au VIIe siècle. Déjà mentionné dans l'Engishiki en tant qu'ichi-no-miya (« premier sanctuaire ») de la province de Kawachi, il est promu kanpa taisha (ou kanbei taisha, « grand sanctuaire impérial ») au cours de la quatrième année de l'ère Meiji.
Amenokoyane no mikoto est ici vénéré comme kami ancestral (sojin) des Fujiwara, comme le sont Hime no kami, Takemikazuchi et Futsunushi no mikoto, principaux kamis du sanctuaire.
Le plus récent bâtiment du sanctuaire principal, le honden, date du début du XIXe siècle. En raison de la variété des arbres dans son voisinage immédiat (dont des cannelles, des cèdres et des cerisiers), le site est choisi en mars 2002 par le ministère japonais de l'Environnement pour figurer parmi les « 100 paysages aromatiques du Japon » (かおり風景100選, kaori fūkei 100-sen).

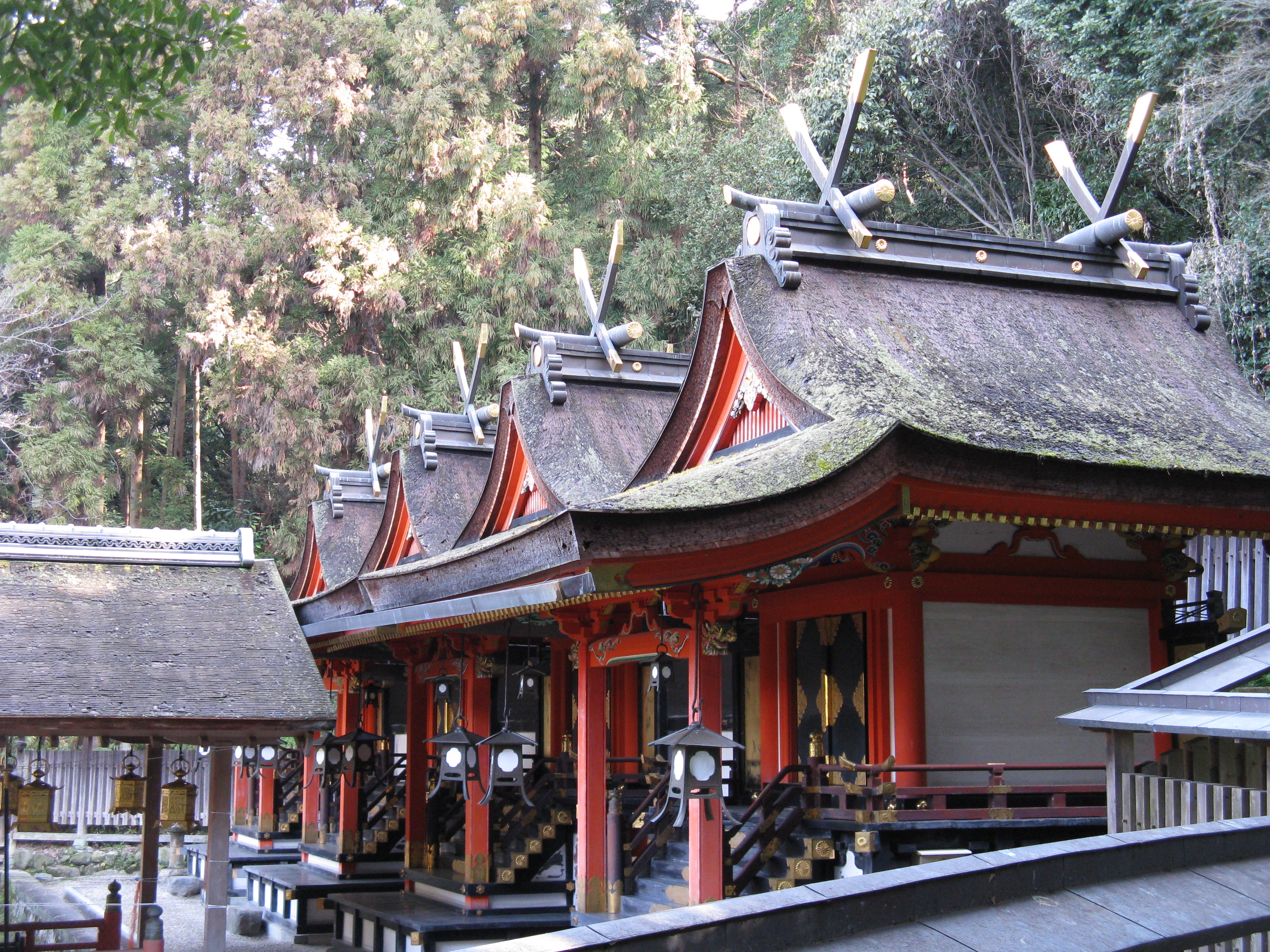
Honden du Hiraoka-jinja.

Le matsuri (festival) d'Automne du sanctuaire, organisé les 14 et 15 octobre et célébré avec quelque vingt tambours taiko, est le plus important de la préfecture d'Osaka. Chaque 25 décembre, les shimenawa du Hiraoka-jinja sont renouvelés au cours d'une grande cérémonie (shimenawa-taki ou shimenawakake-shinji).
Tous les 15 janvier, lors d'une cérémonie appelée Okayu-ura-go ou Kayuura shinji-shinji (anciennement connue sous le nom Taura sai), dont l'origine remonte au XIIIe siècle et qui est associée à des pratiques divinatoires, cinquante-trois bambous sont liés ensemble avec du wisteria et bouillis pendant deux heures dans un gruau composé de trois parties de haricots azuki et de cinq parties de riz puis interprétés sur la nature des futures récoltes.

## Source de la traduction
- (de) Cet article est partiellement ou en totalité issu de l’article de Wikipédia en allemand intitulé « Hiraoka-Schrein » (voir la liste des auteurs).